# ミヒャエル・ローター
ミヒャエル・ローター（Michael Rother、1950年9月2日 - ）は、ドイツ・ハンブルク出身の音楽家である。

## 経歴
1965年から1971年にかけてデュッセルドルフの音楽グループであった「Spirits of Sound」でギタリストとして活動した。
1971年、クラフトワークにメンバーとして加入するも短期で脱退し、そこで出会ったドラマーのクラウス・ディンガーとともにノイ!を結成した。ノイ!は3枚のアルバムを制作して、1975年に2人の音楽性の違いにより解散となった。その傍らでローデリウスとディーター・メビウスとともにハルモニア (Harmonia)を結成し、1976年まで活動した。
それらが一段落した1970年代半ば以降は、1985年から1986年にかけてノイ!を復活させるも成功はせず、ソロ活動でアルバムをリリースしている。

## 来日公演
- 1999年12月 MICHAEL ROTHER & DIETER MOEBIUS 東京・大阪・京都
- 2011年5月29日 ライブコンサート sound tectonics #9 山口情報芸術センター
- 2013年9月 大阪・東京
- 2016年7月 東京・京都

## ディスコグラフィ
- 『燃える心』 - Flammende Herzen(1977年)
- 『星空の彼方』 - Sterntaler (1978年)
- 『カッツェンムジーク（猫の為の音楽）』 - Katzenmusik (1979年)
- 『熱地帯』 - Fernwaerme (1982年)
- Lust (1983年)
- Suessherz und Tiefenschaerfe (1985年)
- Traumreisen (1987年)
- Radio: Musik von Michael Rother - Singles, 1977–1993 (1993年)
- Esperanza (1996年)
- Remember (The Great Adventure) (2004年)